# Die Interessanten
Die Interessanten (englischer Originaltitel: The Interestings) ist ein Roman der amerikanischen Schriftstellerin Meg Wolitzer aus dem Jahr 2013. Er handelt von einer Gruppe von Jugendlichen, die sich in einem Ferienlager kennenlernen und für besonders interessante Menschen halten, und verfolgt sie auf ihrem späteren Lebensweg. Die deutsche Übersetzung von Werner Löcher-Lawrence erschien 2014 im DuMont Verlag.

## Inhalt
Nachdem ihr Vater an Bauchspeicheldrüsenkrebs gestorben ist, verbringt die 15-jährige Julie Jacobson aus dem New Yorker Vorort Underhill den Sommer 1974 im Feriencamp Spirit-in-the-Woods in Belknap, Massachusetts. Das künstlerisch orientierte Sommercamp ist eine willkommene Möglichkeit, ihrem provinziellen Zuhause zu entfliehen. Hier lernt sie fünf andere Jugendliche im Alter zwischen 15 und 16 Jahren kennen, die ihrer Gruppe, weil sie sich für außergewöhnliche Menschen halten, den Namen Die Interessanten geben: den unausgesprochenen Anführer der Gruppe Goodman Wolf, seine ebenso hübsche wie begabte Schwester Ash, die frauliche Tänzerin Cathy Kiplinger, den genialen Zeichentrickfilmer Ethan Figman und Jonah Bay, den Sohn einer bekannten Folksängerin. Die unscheinbare Julie kann kaum glauben, einer solchen Gruppe anzugehören, doch wird sie, die bald nur noch von allen „Jules“ genannt wird, von den anderen wegen ihrer witzigen Kommentare geschätzt.
Besonders zum männlichen Goodman Wolf fühlt sich Jules hingezogen, doch hat der nur Augen für Cathy. Statt seiner versucht der unansehnliche Ethan zaghafte Annäherungen, die von Jules zurückgewiesen werden, weil sie zwar seine Freundschaft schätzt, sich aber körperlich von ihm abgestoßen fühlt. Ein weiteres Paar entsteht zwischen Ash und Jonah, obwohl sich die Anzeichen immer mehr verdichten, dass Jonah eigentlich schwul ist. Auch nach der Rückkehr aus dem Camp treffen sich die sechs „Interessanten“ regelmäßig in New York. Nach einem weiteren Sommercamp, bei dem Cathy eine Beziehung mit dem schwarzen Tänzer Troy eingeht, kommt es am Neujahrsmorgen 1976 zu einem einschneidenden Ereignis: Cathy Kiplinger beschuldigt Goodman Wolf, sie in der Nacht vergewaltigt zu haben. Ganz automatisch solidarisiert sich die Gruppe mit Goodman, dem niemand eine solche Tat zutrauen will, und grenzt das Opfer aus. Doch Cathy hält ihre Anschuldigungen aufrecht, und Goodman taucht vor der Gerichtsverhandlung unter. Beim Sommercamp 1976 sind nur noch vier Interessante übrig. Überraschend kommen sich die schöne Ash und der hässliche Ethan näher, der sich als einziger der Gruppe in ihre Sorgen um ihren Bruder einfühlen kann und dennoch auch Kontakt zu Cathy hält.
Jahre später ist es vor allem Ethan, der seine jugendlichen künstlerischen Ambitionen erfüllen kann. Als Schöpfer der weltweit erfolgreichen Zeichentrickfilmserie Figworld gilt er bald als eine der einflussreichsten Persönlichkeiten in der Medienwelt. Seine Frau Ash wird eine respektierte Regisseurin von feministischen Theaterstücken, doch bleibt sie immer in seinem Schatten. Jonah Bay hat die Musik völlig aufgegeben, weil er ein traumatisches Kindheitserlebnis, bei dem er von einem Freund seiner Mutter unter Drogen gesetzt wurde, um seine musikalische Kreativität auszubeuten, nicht verwinden kann. Nach einem Intermezzo bei der Moon-Sekte, die seine Mutter vereinnahmt, arbeitet er als Ingenieur in der Robotertechnik und lebt eine offen schwule Beziehung mit dem HIV-positiven Robert Takahashi, die ihm gerade deswegen so gut gefällt, weil sie vorsichtig sein müssen. Von Cathy Kiplinger, deren weiblicher Körper einer Tanzkarriere im Weg stand, hören die Freunde erst nach den Terroranschlägen des 11. September 2001 wieder. Als Geschäftsführerin eines betroffenen Unternehmens wird sie in den Medien für Verzögerungen bei der Bereitstellung eines Hilfsfonds kritisiert.
Nachdem Jules’ halbherzige Versuche als Schauspielerin gescheitert sind, arbeitet sie als Psychotherapeutin und hat den Ultraschalltechniker Dennis Boyd geheiratet, der unter starken Depressionen leidet. Ganz unwillkürlich vergleicht sie ihn fortwährend mit Ethan, hält ihn zwar für körperlich attraktiver als den jugendlichen Verehrer im Sommercamp, kann sich jedoch vom Neid nicht freimachen, dass das Leben an der Seite des gefeierten und vermögenden Ethan eher ihr gebühre als ihrer Freundin Ash. Denn noch immer hegt Ethan kaum verborgene Gefühle für sie. Zudem weiß Jules von einem Geheimnis, das Ash vor ihrem Mann hat: Schon 1977 hat sie ihren Bruder Goodman in Island wiedergetroffen, wo dieser incognito ein unstetes Leben führt, doch hat sie ihren Eltern das Versprechen abgegeben, dies dem moralisch unbestechlichen Ethan zu verheimlichen, um ihren Bruder nicht zu gefährden.
Im Jahr 2010 wagt Jules einen beruflichen Neuanfang, gibt ihre Praxis auf und übernimmt gemeinsam mit ihrem Mann die Leitung von Spirit-in-the-Woods. Doch sie ist enttäuscht, dass sie als Erwachsene nicht mehr Teil der jugendlichen Gemeinschaft ist, sondern außen vor steht, und gibt die Arbeit am Ende des Sommers wieder auf, um als Therapeutin von vorne beginnen zu müssen. Überraschend taucht in diesem Sommer der aus Island zurückgekehrte Goodman im Camp auf. Als Jules Ash davon berichtet, hört Ethan über die Freisprecheinrichtung des Telefons mit. Er kann den Betrug seiner Frau nicht verwinden und trennt sich vorübergehend von ihr, bis das Paar nach einigen Monaten und einem missglückten Seitensprung mit Jules doch wieder zusammenfindet. Bei Ethan ist Hautkrebs diagnostiziert worden, der bereits so weit fortgeschritten ist, dass er unheilbar ist. Er stirbt an einem Herzinfarkt und hinterlässt Jules ein Paket mit alten Zeichnungen von zwei Jugendlichen, die offensichtlich sie beide darstellen. Der Junge ist gleichzeitig traurig über die Zurückweisung des Mädchens und dennoch glücklich, dass er sie liebt. Jules hat inzwischen gelernt, dass man von der Besessenheit, interessant zu sein, auch ablassen kann. Doch nach allen Erfahrungen findet sie das Leben, das sie mit einer endlosen Schleife von Cartoons vergleicht, noch immer interessant.

## Hintergrund
The Interestings ist Meg Wolitzers neunter Roman und laut Guardian ambitionierter als alle ihre vorigen Werke. Im März 2012 hatte Wolitzer im Essay The Second Shelf in der New York Times den sexistischen Literaturbetrieb in den Vereinigten Staaten angeprangert, in dem Autorinnen stets nur das zweite, untere Regal zugewiesen werden, während die wichtigen Neuerscheinungen männlicher Autoren auf dem oberen Regal präsentiert werden. Der Essay sollte für Wolitzer auch zum Programm für ihre eigene Arbeit werden: Erstmals schrieb sie selbst einen Roman im „Ziegelsteinformat“, der bereits durch seinen Umfang Bedeutung signalisieren und all das enthalten sollte, was die Great American Novel, den großen amerikanischen Gesellschaftsroman ausmacht: „Es ist das Buch, das ich wirklich schreiben wollte […] und ich habe tief Luft geholt und es getan. […] Ich habe versucht, größere Gewichte zu heben.“
Der Ausgangspunkt der Handlung, das Sommercamp, in dem sich die Interessanten begegnen, entstand aus Wolitzers eigener Erfahrung in einem „hippie-haften“ Camp Anfang der 1970er Jahre. Wolitzer beschrieb in einem Interview, wie sie begann, ihr Talent zu entdecken und Tagträume einer möglichen Zukunft zu entwickeln: „Ich ging zu einem Sommercamp und wurde sofort prätentiös.“ Das Leben der Jugendlichen im Camp, die überwiegend aus New York stammten, schien „so viel reicher, so viel voller zu sein als meines. Sie wussten lauter Dinge, die ich nicht wusste. Sie waren intellektuell, elegant, kultiviert, interessant, um das Wort aus dem Roman zu bemühen. Wirklich.“ Mit The Interestings habe Wolitzer aber keinen Roman über ein Sommercamp schreiben wollen, sondern „wie es für einen jungen Menschen ist, wenn er seinen Stamm findet.“
Auch die Figuren sind aus Stücken von Wolitzers eigener Biografie gespeist, was Wolitzer mit den Worten kommentierte: „Man bläst den Ballon einer Figur mit dem eigenen Atem auf“. So teilt etwa Julie ihre vorstädtische Herkunft, Ethan Figman hat dagegen ihren Erfolg als Schriftstellerin, obwohl seine Karriere auch dem Simpsons-Erfinder Matt Groening nachempfunden ist. Jonah Bays berühmte Mutter, die das Talent ihres Sohnes überschattet, hat eine Parallele in Wolitzers eigener Mutter, die ebenfalls Schriftstellerin war. Die Ähnlichkeit seines Namens zur Folksängerin Joan Baez sei hingegen unbeabsichtigt: „Ich wollte diese Assoziation nicht. Aber das Unterbewusstsein geht bisweilen seltsame Wege.“ Ihre Ambitionen mit dem Roman fasste Wolitzer zusammen: „Ich wollte Charaktere schaffen, die größer als das Leben sind. Ich wollte, dass sie sich ins Gedächtnis der Leser einbrennen. Dieses Mal wollte ich das wirklich.“

## Rezeption
The Interestings erhielt in den Vereinigten Staaten viel Lob von Kritikern und galt als ein Durchbruch sowohl für die Popularität Meg Wolitzers als auch für ihre Reputation als ernsthafte Schriftstellerin. Nach einer 30-jährigen literarischen Karriere bescherte der Roman Wolitzer einen „Erfolg über Nacht“. Auch im deutschsprachigen Raum bedeutete der Roman für sie einen Durchbruch. Er erreichte in der Hardcover-Ausgabe Rang 32 in der Bestsellerliste des Spiegels sowie ein Jahr später in der Taschenbuchausgabe noch einmal Rang 40.
Laut Patricia Wolf sind Erwachsenwerden, Freundschaft und Verrat die großen Themen der Geschichte, die Wolitzer mit „viel Wärme und Empathie“, „unterhaltsam und berührend“, aber ohne jedes Pathos erzähle. Im Hintergrund stehen aber auch 40 Jahre amerikanische Geschichte, weswegen der Roman für sie etwas von einer Great American Novel hat. Ursula März liest einen „Zeitroman“ mit „meisterhaften psychologischen Einzelporträts“ und „einer scharfen Analyse des Zeitgeists des späten 20. Jahrhundert[s]“, der sie an Jonathan Franzen erinnert. Für Thomas Hummitzsch sind Die Interessanten vor allem ein „feministischer Roman […], der die Selbstermächtigung der US-amerikanischen Frauen reflektiert“. „Präzision, psychologische Tiefe und erzählerische Lust“ machten den „Gesellschafts- und Generationsroman zu einem Ereignis“. Laut Kaspar Heinrich wirft der „wahrlich epische Roman“ Wolitzers „gewaltige Fragen“ auf, die von den Figuren unterschiedlich beantwortet werden.
Für Bernadette Conrad liegt die Stärke des Romans darin, „dass er die unauflösbare Widersprüchlichkeit seiner Protagonisten […] als eben jene Komplexität ausweist, die menschlich macht.“ Damit schaffe er glaubwürdige Figuren, deren „Identität als vielschichtig und kompliziert, als widersprüchlich und unvermeidlich schmerzbeladen“ gezeichnet werde. Felicitas von Lovenberg kritisiert allerdings den fehlenden Reifeprozess der Figuren, „die auch mit Mitte fünfzig noch stark an die Teenager erinnern“. Sie vermisst eine „Rechtfertigung […] für die immense Trauer“, mit der im Roman „Lebenswünsche beerdigt werden“. Das Problem der Interessanten sei, dass sie genau dies nicht seien. Für Meike Feßmann hingegen trägt der Roman seinen Titel zurecht: Mit seiner „kaleidoskopartigen Gestaltung“ gelinge es Wolitzer, für jede ihrer Figuren Sympathie zu erwecken. Der Roman habe „Charme, Intelligenz und Charakter“.

## Verfilmung
Für eine geplante Verfilmung des Romans als Serie unter dem Titel The Interestings  produzierte Amazon Studios 2016 einen Pilotfilm. Regie führte Mike Newell. Darsteller waren unter anderem Lauren Ambrose, Matt Barr, Jessica Collins, Corey Cott, Gabriel Ebert, David Krumholtz und Jessica Paré. Der Pilot erhielt gemischte Rezensionen. So fand Margaret Lyons in der New York Times zwar, dass eine Filmadaption immer an Genauigkeit des Innenlebens der Figuren einbüße. Der Pilot vermittle jedoch gut „die unterschiedlichen Texturen der Beziehungen zwischen den alten Freunden, die manchmal angespannt und manchmal die einzige Quelle von Frieden in ihrem Leben sind.“ Jeff Jensen in Entertainment Weekly hingegen urteilte, der Pilot sei vollkommen chaotisch. Newell und seinen Autoren gelinge es nicht, „einen eindeutigen Standpunkt gegenüber Wolitzers Geschichte einzunehmen und das gütige, einfühlsame Verständnis der Autorin für ihre Figuren in dramatische oder visuelle Sprache zu übertragen.“ Studiochef Roy Price kündigte im August 2016 an, dass die Serie nicht weiterproduziert werde.

## Ausgaben
- Meg Wolitzer: The Interestings. Riverhead, New York 2013, ISBN 978-1-59448-839-9.
- Meg Wolitzer: Die Interessanten. Aus dem Englischen von Werner Löcher-Lawrence. DuMont, Köln 2014, ISBN 978-3-8321-9745-2.